# Elona quimperiana
Elona quimperiana is een slakkensoort uit de familie van de Elonidae. De wetenschappelijke naam van de soort werd voor het eerst geldig gepubliceerd in 1821 door Blainville als Helix quimperiana.